# Juan Miguel Mercado

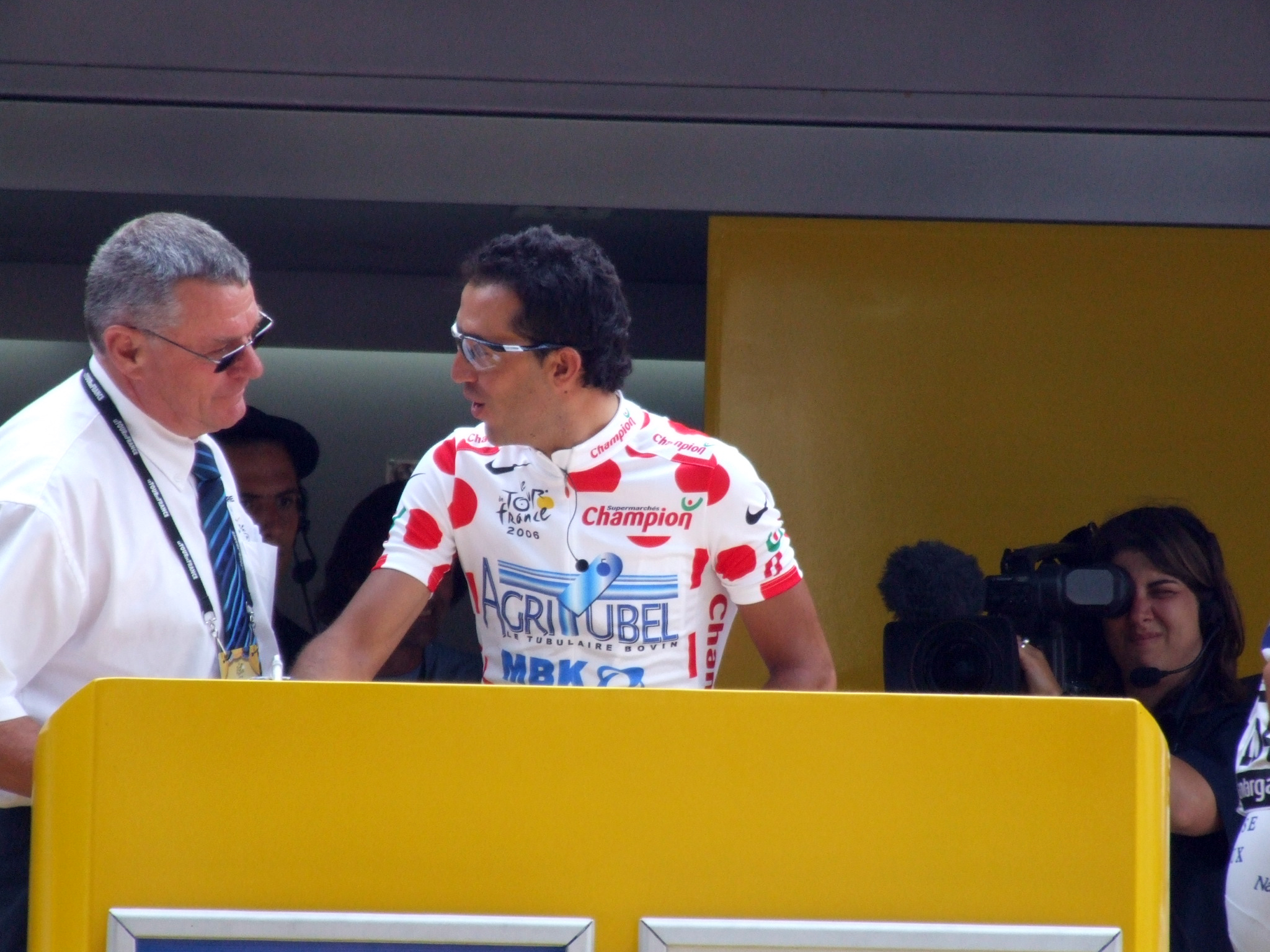
Juan durante a Volta à França

Juan Miguel Mercado (Armilla, Granada, 7 de julho de 1978) é um ciclista profissional espanhol que participa em competições de ciclismo de estrada. Seus principais triunfos são duas vitórias de etapa no Tour de France.